# شهرستان لایمستون (آلاباما)
شهرستان لایمستون، آلاباما (به انگلیسی: Limestone County, Alabama) شهرستانی در ایالات متحده آمریکا است که در آلاباما واقع شده‌است.

## خصوصیات
شهرستان لایمستون ۱٬۵۷۲٫۱۳ کیلومترمربع مساحت دارد.